# China Town (Caparezza)
China Town è un singolo del rapper italiano Caparezza, pubblicato il 29 agosto 2014 come terzo estratto dal sesto album in studio Museica.

## Descrizione
Nona traccia di Museica, China Town (dove "china" si pronuncia come il sostantivo) è stata definita dallo stesso Caparezza come la sua prima ballad:
Il brano trae infatti ispirazione dal dipinto Quadrato nero, realizzato dal pittore russo Kazimir Severinovič Malevič nel 1915.

## Video musicale
Il videoclip, diretto da Jacopo Rondinelli, è stato presentato in anteprima sul sito di Radio Deejay il 3 settembre 2014, per poi essere stato pubblicato l'8 dello stesso mese attraverso il canale YouTube del rapper.

## Formazione
- Caparezza – voce, arrangiamenti
- Alfredo Ferrero – chitarra, arrangiamenti
- Giovanni Astorino – basso, violoncello
- Gaetano Camporeale – tastiera, arrangiamenti
- Emanuele Petruzzella – pianoforte
- Rino Corrieri – batteria
- Pantaleo Gadaleta, Serena Soccoia – violini
- Francesco Capuano – viola
- Giuliano Teofrasto – tromba
- Angelantonio De Pinto – trombone
- Luigi Tridente – sassofono
- Giuseppe Smaldino – corno, bassotuba
- Floriana Casiero, Rossella Antonacci, Luigi Nardiello, Antonio Minervini, Simone Martorana, Valeria Quarto, Nicola Quarto – cori